# Afrikafeber
Afrikafeber är en bok av K-G Olin som utgavs 2000. Boken berättar om de cirka 1500 finländare som under åren 1890–1907 tog sig till Sydafrika. En stor del av dessa kom från området kring Munsala och Nykarleby i norra Österbotten, mycket som resultat av lokaltidningen Österbottniska Postens positiva inställning till Afrikaemigrationen. En stor orsak till att emigranterna valde Sydafrika var de höga lönerna i gruvorna.
Olin talar hellre om arbetsresor och -pass än om regelrätt emigration när det kommer till Afrikafarandet. Många av finländarna i Sydafrika deltog i boerkriget, de flesta på boerernas sida. På en fråga i Vasabladet varför så många valde att slåss för boerna svarade Olin att det kan ha berott på att många hyste agg mot engelsmännen efter Krimkriget och att man allmänt var solidariska med landsbygdsbefolkningens kamp mot imperialisterna.
Olin krönte sitt arbete genom att tillsammans med Finlands ambassadör i Sydafrika, Tapani Brotherus, 12 december 1999 lägga en krans vid den skandinaviska graven i Magersfontein i samband med hundraårsfirandet av slaget där.

## Mottagande
Vasabladets recensent Kjell Herberts drar paralleller med Herman Lindqvist och påpekar att Olin som lekman inte haft tid och resurser att systematiskt utvärdera källor som en seriös forskare skulle göra. Mycket i Olins arbete är återgivanden av brev, personliga anteckningar och tidningsartiklar, i vilka ofta kan finnas tvivelaktigheter. Men som skrivande upptäcktsresande ger Olin liv åt de befintliga dokumenten, "en berättelse av berättelserna kunde man säga", skriver Herberts. Han berömmer boken som produkt med snygg layout, många bilder och rediga kapitelindelningar.
Jakobstads Tidnings recensent Guy Björklund såg likheter mellan Olins och Herman Lindqvists författarskap men påpekade att Olins böcker överträffar Lindqvists i fråga om layout.
Jan Lundqvist i Piteå-Tidningen konstaterade att Afrikafeber är lika briljant som Olins tidigare verk och klassade boken som en utmärkt skildring. Lundqvist skrev, "Författaren har skaffat sig en ingående kunskap om land och folk. Med nöje och behållning läser man skildringarna  om de många människorna, som det ibland slår gnistor om".